# Korinos (przystanek kolejowy)
Korinos (grecki: Σιδηροδρομικός σταθμός Κορινού) – przystanek kolejowy w Korinos, w regionie Macedonia Środkowa, w Grecji. 
Znajduje się na zachód od miejscowości, w pobliżu autostrady A1. Jest obsługiwany od 2007 przez pociągi regionalne między Salonikami i Larisą.

## Linie kolejowe
- Pireus – Plati